# Црква Сабора Срба Светитеља у Ђураковцу
Црква Сабора Срба Светитеља у Ђураковцу, насељеном месту на територији општине Исток, на Косову и Метохији. Припадала је Епархији рашко-призренској Српске православне цркве. Црква у Ђураковцу је изграђена 1997. године, посвећена је Сабору Срба Светитеља.

## Мартовски погром 2004.
Албанци су је у марту 2004. године демолирали, затим је храм делимично миниран и поред присуства КФОР-а, који је затим на брзину покушао санацију насталих рупа и пукотина. Црквени дом код храма је спаљен.